# Stefán Rafn Sigurmannsson
Stefán Rafn Sigurmannsson (født 19. maj 1990) er en islandsk håndboldspiller som spiller i Pick Szeged og Islands herrerhåndboldlandshold.